# 净光寺塔
净光寺塔位于陕西省宝鸡市眉县政府大院东侧，1986年被列为第一批眉县文物保护单位，2003年被列为第四批陕西省文物保护单位，2013年被列为第七批全国重点文物保护单位。
净光寺早已被毁，现仅存塔和经幢各一座。净光寺塔始建于唐代元和十二年（816年），塔身有“咸通五年”铭文，据此推测该塔修建过程历经48年。塔为楼阁式砖塔，实心，平面呈方形，底边长4.65米，共七层，高20.44米。塔身原向东北方向严重倾斜，2001年对其进行了纠偏工作。经幢在塔北50余米处，高1.92米，幢身刻有佛顶尊胜陀罗尼经，楷书。